# Johann Georg Fritz

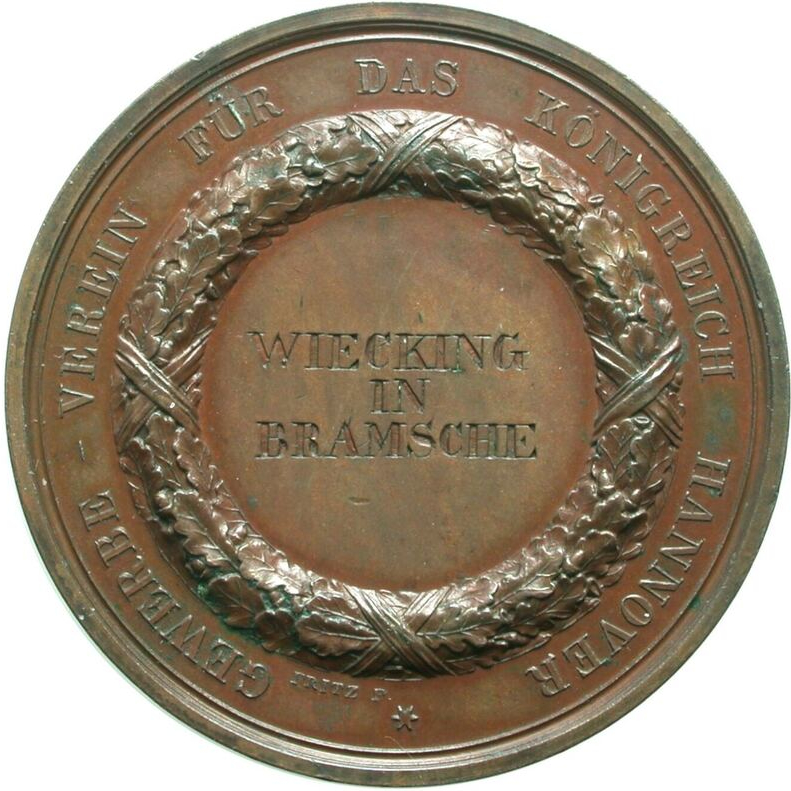
An „Wieking in Bramsche“ verliehene Bronzemedaille Ausstellung des Gewerbe-Vereins für das Königreich Hannover von 1837;
Signatur FRITZ F(ecit)

Johann Georg Fritz (geboren 1811 in Braunschweig; gestorben 24. April 1852 ebenda) war ein deutscher Münzeisenschneider und Medailleur. Sein Wirken in Braunschweig ist ab 1835 nachweisbar. Er arbeitete in dieser Zeit als Münzgraveur und Medailleur für die Braunschweiger Münze.
Er schuf die Vorlage für die Münzen (Vereinstaler), die auf der Vorderseite ein Porträt des Herzogs Wilhelm zu Braunschweig und Lüneburg im Profil zeigen, die unter anderem 1858 von Johann Wilhelm Christian Brumleu in Silber hergestellt wurde. Es gab mehrere Gold- und Silbertaler, die von unterschiedlichen Münzmeistern (B = Johann Wilhelm Christian Brumleu; 1795–1866) und (CvC = August Gotthelf Wilhelm Cramer von Clausbruch; 1784–1850) nach dieser Vorlage hergestellt wurden. Seine Signatur Fritz F. findet sich auf Talern, die bis 1839 geprägt wurden.
Stücke des Medailleurs finden sich beispielsweise im Germanischen Nationalmuseum und im Münzkabinett des Braunschweiger Herzog Anton Ulrich-Museums.